# Mikuty (Rytro)
Mikuty – część wsi Rytro w Polsce, położona w województwie małopolskim, w  powiecie nowosądeckim, w gminie Rytro, nad potokiem Roztoka Wielka (Roztoczanka), na wysokości 360 m n.p.m., u stóp i na północnych stokach Mikołaski (540 m n.p.m.).
W latach 1975–1998 Mikuty administracyjnie należały do województwa nowosądeckiego.
Nazwa figuruje w załączniku nr 2 do Statutu Sołectwa Rytro (pozycja 5).
Zabudowa Mikut ciągnie się szeregowo na długości 1 km, nad wąską drogą nad głęboko płynącym tutaj potokiem Roztoka Wielka (Roztoczanka, Rytrzanka). Nowe domy powstają już na stoku Mikołaski. Domy są nowe, murowane, bezstylowe.
Zachowało się parę drewnianych zagród z okresu przedwojennego. W jednej z nich, w zagrodzie Klósków (Rytro 147) Maria Kownacka umieściła akcję „Rogasia z Doliny Roztoki”.